# Cardamine ovata
Cardamine ovata là một loài thực vật có hoa trong họ Cải. Loài này được Benth. mô tả khoa học đầu tiên năm 1845.